# Norman Cohn (Filmproduzent)
Norman Cohn (* 6. Oktober 1946 in New York City) ist ein US-amerikanisch-kanadischer Filmproduzent und Kameramann.

## Leben und Werk
Norman Cohn war 1990 Guggenheim-Stipendiat. Seine Filme wurden in der Art Gallery of Ontario, der National Gallery of Canada, der Vancouver Art Gallery und auf der documenta 8 in Kassel gezeigt.
In Zusammenarbeit mit Zacharias Kunuk und Paul Apak Angilirq arbeitete er an Filmen über das Leben der Inuit. Bei dem vielfach preisgekrönten Film Atanarjuat – Die Legende vom schnellen Läufer aus dem Jahr 2001 führte Norman Cohn die Kamera und war auch der Filmeditor. Regie führte er 2006 bei The Journals of Knud Rasmussen.
Norman Cohn ist Mitbegründer von Isuma, der ersten kanadischen Produktionsfirma für Inuitfilme in Igloolik.